# 6398 Тімхантер
6398 Тімгантер (6398 Timhunter) — астероїд головного поясу, відкритий 10 лютого 1991 року.
Тіссеранів параметр щодо Юпітера — 3,417.